# Penstemon subglaber
Penstemon subglaber är en grobladsväxtart som beskrevs av Rydberg. Penstemon subglaber ingår i släktet penstemoner, och familjen grobladsväxter. Inga underarter finns listade i Catalogue of Life.